# Бельведере-ді-Спінелло
Бельведере-ді-Спінелло (італ. Belvedere di Spinello, сиц. Belluvidiri) — муніципалітет в Італії, у регіоні Калабрія,  провінція Кротоне.
Бельведере-ді-Спінелло розташоване на відстані близько 480 км на південний схід від Рима, 45 км на північний схід від Катандзаро, 25 км на північний захід від Кротоне.
Населення — 2319 осіб (2014).
Щорічний фестиваль відбувається 5 червня. Покровитель — Madonna della Pietà.

## Демографія
Населення за роками:

Станом на 1 січня 2023 року в муніципалітеті офіційно проживало 90 іноземців з 12 країн, серед них 71 громадянин країн Євросоюзу та 4 громадяни України.

## Сусідні муніципалітети
- Казабона
- Кастельсілано
- Рокка-ді-Нето
- Санта-Северина